# جانگ هیه گوجوسان
جانگ هیه دومین پادشاه گوجوسان بود. او از سال ۱۰۸۲ قبل از میلاد تا ۱۰۵۷ قبل از میلاد سلطنت کرد. نام واقعی او سونگ (松/송) بود. بعد از او گیونگ هیو به فرمانروایی رسید.